# Egosurfing
Egosurfing (auch Vanity Searching, Ego Searching) ist ein aus den Wörtern „ego“ (lat. ich) und Surfing zusammengesetzter Neologismus, der die weit verbreitete Praxis bezeichnet, mithilfe von Suchmaschinen Internetseiten zu finden, die den eigenen Namen enthalten. Aufgrund der weiten Verbreitung der Suchmaschine Google wird im englischen Sprachraum häufig auch der Begriff Self-Googling verwendet.

## Geschichte
Der Begriff Egosurfing wurde 1995 erstmals im Wired Magazin verwendet. Bei der Wahl des Jugendwortes des Jahres 2010 wurde Egosurfing auf den 3. Platz gewählt, da es laut Jury aufgrund der Ausbreitung der sozialen Netzwerke eine besondere Aktualität besitzt.

## Motivation
Grundsätzlich kann zwischen zwei Motivationen für Egosurfing unterschieden werden:
Geschieht es aus reiner Eitelkeit oder Neugierde, wird im Englischen auch von Vanity Searching gesprochen. Der Begriff stammt aus dem Englischen von vanity (Eitelkeit) und search (Suche). „Vanity“ wird dabei aber eher im Sinne von „Ichbezogenheit“ verstanden (siehe auch Vanity Number). Durch diese Praktik wird versucht die Popularität der eigenen Person oder den Bekanntheitsgrad seines Unternehmens einzuschätzen. Als Anhaltspunkte werden dabei die absolute Anzahl der Suchergebnisse oder die Platzierung innerhalb der Suchergebnisse genutzt. Diese Ergebnisse können jedoch durch die Formulierung der Suchanfrage sowie den suchmaschineneigenen Sortieralgorithmus verfälscht und durch Google-Bomben, Suchmaschinen-Spamming und Suchmaschinenoptimierung manipuliert werden.
Der andere Grund für Egosurfing ist zu überprüfen, welche Informationen über die eigene Person im Internet kursieren. Die Kontrolle des eigenen Images im Internet zeigt, was potentiellen Partnern oder Arbeitgebern bei der Suche angezeigt wird und welchen Eindruck sie daraufhin bekommen (Reputations-Management). Personen gleichen Namens, die dabei aufgrund einer Egosurfing-Recherche gefunden werden, werden in Anlehnung an das Wort Doppelgänger als Googlegänger bezeichnet. Diese Art der Selbstrecherche wird von Datenschützern zum Schutz vor gegen das Bundesdatenschutzgesetz verstoßenden Veröffentlichungen personenbezogener Daten und zum Schutz vor Identitätsdiebstahl empfohlen. Spezielle Personensuchmaschinen wie Yasni sind dazu in der Lage, Suchergebnisse einer einzelnen Person zuzuordnen und können dadurch die Ergebnisse gezielt und auf eine bestimmte Person bezogen ausgeben. Durch diese personenbezogene Suche können zum Beispiel Bilder gefunden werden, die von anderen Personen ohne Genehmigung hochgeladen wurden und damit gegen das Recht am eigenen Bild verstoßen. Auch andere personenbezogene Daten, die nicht von der eigenen Person veröffentlicht wurden, können so gefunden werden. Damit dient Egosurfing der Wahrung des Rechts auf informationelle Selbstbestimmung. Werden im Verlauf des Egosurfings potentielle Verstöße dagegen bemerkt, kann man die nach § 6 Abs. 1 BDSG bestehenden Rechte wahrnehmen (siehe Bundesdatenschutzgesetz#Kapitel 2: Rechte der betroffenen Person (§§ 32 – 37)).

## Nutzerzahlen in Deutschland
Laut einer Umfrage aus dem Jahr 2015 geben 74 Prozent der deutschen Internetnutzer ab 14 Jahren ihren eigenen Namen in eine Suchmaschine ein, um zu erfahren, ob es dazu Einträge gibt.